# 松德霍芬
松德霍芬是德国巴伐利亚州的一个市镇。总面积18.80平方公里，总人口824人，其中男性432人，女性392人（2011年12月31日），人口密度44人/平方公里。